# 古典電磁気学の共変定式
古典電磁気学の共変定式（こてんでんじきがくのきょうへんていしき）は、古典電磁気学の法則（特にマクスウェル方程式とローレンツ力）をローレンツ変換のもとで明白に不変な形で、ユークリッド座標系の慣性系を使った特殊相対論の形式で書く方法を指す。これらの表現はともに古典電磁気学の法則がどの慣性座標系でも同じ形をとるということを証明するのを容易にし、場と力をある基準系から別の基準系へ変換する方法を提供してくれる。曲がった時空の場合や非ユークリッド座標系の場合はここでは対象外とする（曲がった時空の場合は 曲がった時空のマクスウェル方程式 を参照）。
この記事はテンソルの古典的扱いとアインシュタインの縮約記法をいたるところで使っており、ミンコフスキー計量はdiag (-1, +1, +1, +1)という形式を取る。方程式が真空中で成り立つものと明示されている場合、代わりに（分極電荷や磁化電流を含む）総電荷・総電流に関するマクスウェル方程式の定式化と見てもよい（参照: マクスウェルの方程式#一般の媒質中）。
共変形式での定式化の様々な概念的な意味を含む、古典電磁気学と特殊相対論の間の関係のより一般的な概要については古典電磁気学と特殊相対性理論を参照。

## 共変的な物理量
ニュートン的な物理量はユークリッド空間における回転変換の下での変換性によってスカラー量やベクトル量、テンソル量として区別されていたが、相対論的なミンコフスキー時空においてはローレンツ変換の下での変換性によってスカラー量やベクトル量、テンソル量として区別される。
ローレンツ変換の下でのベクトル量 V は4元ベクトルと呼ばれる。4元ベクトル V はニュートン的な空間におけるベクトル V と、対応するスカラー v の組が
{\displaystyle V^{\mu }=(V^{0},V^{1},V^{2},V^{3})=(v,{\boldsymbol {V}})}
として対応する。
2階反対称テンソル量 F は独立成分が6つであり、ベクトルと擬ベクトル（軸性ベクトル）の組によって
{\displaystyle F^{\mu \nu }=(F^{01},F^{02},F^{03},F^{23},F^{31},F^{12})=({\boldsymbol {F}}_{\text{v}},{\boldsymbol {F}}_{\text{a}})}
として対応する。
2階対称テンソル量 S は独立成分が10であり、スカラーとベクトル、2階対称テンソルの組によって
{\displaystyle S^{\mu \nu }=(S^{00};S^{01},S^{02},S^{03};S^{11},S^{22},S^{33},S^{23},S^{31},S^{12})=(s,{\boldsymbol {S}}_{\text{v}},{\boldsymbol {S}}_{\text{t}})}
として対応する。
ニュートン的なスカラー量やベクトル量は、組み合わせられる量に応じて変換性が異なる。

### 時空の記述
相対論では、ニュートン論的位置 x と、時間軸上の位置すなわち時刻 t とを合わせた4元ベクトル
{\displaystyle x^{\mu }=(ct,{\boldsymbol {x}})=(ct,x,y,z)}
で位置を記す。
時空上のスカラー場 ψ に対する勾配は、時間変動と空間勾配と合わせて
{\displaystyle \partial _{\mu }\psi (x)={\frac {\partial \psi }{\partial x^{\mu }}}=\left({\frac {1}{c}}{\frac {\partial \psi }{\partial t}},\nabla \psi \right)}
とする。
平坦な時空においてダランベール演算子は
{\displaystyle \partial ^{\mu }\partial _{\mu }\psi (x)=-{\frac {1}{c^{2}}}{\frac {\partial ^{2}\psi }{\partial t^{2}}}+\triangle \psi }
と表される。

### 粒子の記述
粒子の運動を記述する媒介変数を λ として、粒子の位置が
{\displaystyle x^{\mu }=X^{\mu }(\lambda )}
で表されるとき、自由粒子のラグランジュ関数に対して、4元運動量が
{\displaystyle p_{\mu }(\lambda )={\frac {\partial L_{X}}{\partial {\dot {X}}^{\mu }}}}
で定義される。4元運動量の成分は
{\displaystyle p^{\mu }(\lambda )=(E/c,{\boldsymbol {p}})}
である。

### 電磁場の記述

#### 電磁ポテンシャル
電磁場を記述する基本的な力学変数はスカラーポテンシャル φ とベクトルポテンシャル A の組である。ニュートン的な空間においてスカラーとベクトルとして振舞うこれらの量は、相対論的な時空においては4元ベクトル
{\displaystyle A^{\mu }(x)=(\phi /c,{\boldsymbol {A}})}
として振舞う。添え字を下に下げると
{\displaystyle A_{\mu }(x)=\eta _{\mu \nu }A^{\nu }(x)=(-\phi /c,{\boldsymbol {A}})}
である。

#### 電磁場テンソル
電荷に力を及ぼす場である電場の強度 E と磁束密度 B は、ニュートン的な空間においてそれぞれ極性ベクトルと軸性ベクトルとして振舞う。
相対論的な時空においては2階の反対称テンソルとして振舞う電磁場強度
{\displaystyle F^{\mu \nu }(x)=({\boldsymbol {E}}/c,{\boldsymbol {B}})}
となる。
電磁場強度は4元ポテンシャルの微分
{\displaystyle F_{\mu \nu }(x)=\partial _{\mu }A_{\nu }(x)-\partial _{\nu }A_{\mu }(x)}
により定義される。
完全反対称テンソル ε により電磁場強度の双対テンソルが
{\displaystyle {\tilde {F}}^{\mu \nu }(x)={\frac {1}{2}}\varepsilon ^{\mu \nu \rho \sigma }F_{\rho \sigma }(x)=({\boldsymbol {B}},-{\boldsymbol {E}}/c)}
により定義される。
電荷の周囲に生じる場である電気変位 D と磁場の強度 H も同様に2階反対称テンソルとして振舞い
{\displaystyle G^{\mu \nu }(x)=({\boldsymbol {D}},{\boldsymbol {H}}/c)}
となる。

### 源と媒質の記述

#### 4元電流密度
電磁場を作り出す源となる電荷密度 ρ と電流密度 j は、相対論的な時空において4元ベクトル
{\displaystyle J^{\mu }(x)=(c\rho ,{\boldsymbol {j}})}
として振舞う。

#### 分極テンソル
誘電体や磁性体などの媒質における、電場や磁場に対する応答を表す誘電分極 P と磁化 M は、2階反対称テンソル
{\displaystyle P^{\mu \nu }(x)=({\boldsymbol {P}},-{\boldsymbol {M}}/c)}
として振舞う。
電磁場強度 F および G との間に構成方程式
{\displaystyle G^{\mu \nu }(x)={\frac {1}{Z_{0}}}F^{\mu \nu }(x)+P^{\mu \nu }(x)}
を満たす。

## 電磁気学のラグランジュ形式
電磁場を記述する系の力学変数は4元ポテンシャル A であり、一般化速度に相当する力学変数の微分は電磁場強度 F である。
作用汎関数
{\displaystyle {\mathcal {S}}[A]=\int {\mathcal {L}}(A,F){\sqrt {-g}}\,d^{4}x}
から導かれる電磁場 A の運動方程式は
{\displaystyle {\begin{aligned}0={\frac {\delta {\mathcal {S}}[A]}{\delta A_{\mu }(x)}}&={\frac {\partial {\mathcal {L}}}{\partial A_{\mu }}}{\sqrt {-g}}-\partial _{\nu }\left[{\frac {\partial {\mathcal {L}}}{\partial (\partial _{\nu }A_{\mu })}}{\sqrt {-g}}\right]\\&={\frac {\partial {\mathcal {L}}}{\partial A_{\mu }}}{\sqrt {-g}}-2\,\partial _{\nu }\left[{\frac {\partial {\mathcal {L}}}{\partial F_{\nu \mu }}}{\sqrt {-g}}\right]\\&=\left[{\frac {\partial {\mathcal {L}}}{\partial A_{\mu }}}-2\,{\mathcal {D}}_{\nu }{\frac {\partial {\mathcal {L}}}{\partial F_{\nu \mu }}}\right]{\sqrt {-g}}\\\end{aligned}}}
である。ここで √-g はヤコビ行列式であり、微分作用素 {\displaystyle {\mathcal {D}}} は共変微分である。

### 運動項
電磁場の作用汎関数の運動項は
{\displaystyle {\mathcal {S}}_{A}[A]=-{\frac {1}{4Z_{0}}}\int F^{\mu \nu }F_{\mu \nu }(x){\sqrt {-g}}\,d^{4}x}
であり、ラグランジュ関数は
{\displaystyle {\mathcal {L}}_{A}(F)=-{\frac {1}{4Z_{0}}}F^{\mu \nu }F_{\mu \nu }(x)}
である。電磁場の運動項は多くの力学系の運動項と同様に一般化速度の二次形式で書かれる。
ラグランジュ関数の微分は
{\displaystyle {\frac {\partial {\mathcal {L}}_{A}}{\partial F_{\nu \mu }}}=-{\frac {1}{2Z_{0}}}F^{\nu \mu }(x)}
となるので、運動項の汎関数微分は
{\displaystyle {\frac {\delta {\mathcal {S}}_{A}[A]}{\delta A_{\mu }(x)}}={\frac {1}{Z_{0}}}{\mathcal {D}}_{\nu }F^{\nu \mu }(x){\sqrt {-g}}}
となる。

### 自由空間
自由空間において荷電粒子と相互作用する電磁場の作用汎関数は粒子と電磁場の運動項、および相互作用項の和で
{\displaystyle {\mathcal {S}}[X,A]={\mathcal {S}}_{X}[X]+{\mathcal {S}}_{A}[A]+{\mathcal {S}}_{\text{int}}[X,A]}
と書かれる。
相互作用項はどのような粒子であるかによって具体的な形が変わるが、粒子のふるまいを4元電流密度 J で表すことで、電磁場と粒子の相互作用項は
{\displaystyle {\mathcal {S}}_{\text{int}}[X,A]={\frac {1}{c}}\int J^{\mu }A_{\mu }(x){\sqrt {-g}}\,d^{4}x}
{\displaystyle {\mathcal {L}}_{\text{int}}={\frac {1}{c}}J^{\mu }A_{\mu }(x)}
で与えられる。相互作用項の汎関数微分は
{\displaystyle {\frac {\delta {\mathcal {S}}_{\text{int}}[X,A]}{\delta A_{\mu }(x)}}={\frac {1}{c}}J^{\mu }(x){\sqrt {-g}}}
で与えられるので、電磁場 A に対する運動方程式としてマクスウェル方程式
{\displaystyle {\mathcal {D}}_{\nu }F^{\nu \mu }(x)=-{\frac {Z_{0}}{c}}J^{\mu }(x)}
が得られる。

### 媒質中
媒質が存在する場合は、媒質の状態を記述する力学変数として分極テンソル P が導入される。
媒質中での作用汎関数には、媒質と電磁場との相互作用と、媒質の自己相互作用を記述する部分が追加されて
{\displaystyle {\mathcal {S}}[X,A,P]={\mathcal {S}}_{X}[X]+{\mathcal {S}}_{A}[A]+{\mathcal {S}}_{P}[P]+{\mathcal {S}}_{\text{int}}[X,A,P]}
で与えられる。相互作用項のラグランジュ関数は、再び4元電流密度 J を用いれば
{\displaystyle {\mathcal {L}}_{\text{int}}={\frac {1}{c}}J^{\mu }A_{\mu }(x)-{\frac {1}{2}}P^{\mu \nu }F_{\mu \nu }(x)}
で与えられる。ラグランジュ関数の電磁場の強度 F による偏導関数は
{\displaystyle {\frac {\partial {\mathcal {L}}}{\partial F_{\mu \nu }}}=-{\frac {1}{2Z_{0}}}F^{\mu \nu }-{\frac {1}{2}}P^{\mu \nu }=-{\frac {1}{2}}G^{\mu \nu }}
であり、サブ電磁テンソル G が導かれる。サブ電磁テンソルは、ラグランジュ関数の速度による偏導関数である共役運動量と対応している。
運動方程式として
{\displaystyle {\mathcal {D}}_{\nu }G^{\nu \mu }(x)=-{\frac {1}{c}}J^{\mu }(x)}
が導かれる。

#### 線形媒質
媒質の自己相互作用の具体的な形は媒質の性質に依存するが、一様等方的な線形媒質の場合は二次形式だけを残して
{\displaystyle {\mathcal {L}}_{P}(P)={\frac {1}{4\chi }}P^{\mu \nu }P_{\mu \nu }}
となる。理論に微分を含まないので、分極テンソルは力学変数ではなく補助場である。拘束条件として
{\displaystyle P_{\mu \nu }=\chi F_{\mu \nu }}
が導かれる。

## マクスウェル方程式
電磁場の作用汎関数から運動方程式として
{\displaystyle {\mathcal {D}}_{\nu }G^{\nu \mu }(x)=-{\frac {1}{c}}J^{\mu }(x)}
が導かれた。
方程式はマクスウェル方程式のうち、ソースとの結合を表すガウスの法則とマクスウェルにより変位電流が追加されたアンペールの法則である。
残りの式は電磁場強度 F の定義式から導かれるビアンキ恒等式
{\displaystyle \partial _{\rho }F_{\mu \nu }+\partial _{\mu }F_{\nu \rho }+\partial _{\nu }F_{\rho \mu }=0}
が成り立つ。
双対テンソルを用いれば
{\displaystyle \partial _{\mu }{\tilde {F}}^{\mu \nu }={\frac {1}{2}}\epsilon ^{\mu \nu \rho \sigma }\partial _{\mu }F_{\rho \sigma }=0}
と表すことも出来る。磁気に対するガウスの法則とファラデーの電磁誘導の法則である。

### 構成方程式
電磁場の力学変数である4元ポテンシャル A に共役な運動量として、構成方程式
{\displaystyle {\frac {\partial {\mathcal {L}}}{\partial (\partial _{\nu }A_{\mu })}}=G^{\mu \nu }(x)={\frac {1}{Z_{0}}}F^{\mu \nu }(x)+P^{\mu \nu }(x)}
が導かれた。これを用いて運動方程式を変形すれば
{\displaystyle {\mathcal {D}}_{\nu }F^{\nu \mu }(x)=-{\frac {Z_{0}}{c}}J^{\mu }(x)-Z_{0}{\mathcal {D}}_{\nu }P^{\nu \mu }(x)=-{\frac {Z_{0}}{c}}\left[J^{\mu }(x)+J_{\text{b}}^{\mu }(x)\right]}
となる。ここで導入された拘束電流密度
{\displaystyle J_{\text{b}}^{\mu }(x)=c{\mathcal {D}}_{\nu }P^{\nu \mu }(x)=\left(-\operatorname {div} {\boldsymbol {P}},{\frac {\partial {\boldsymbol {P}}}{\partial t}}+\operatorname {rot} {\boldsymbol {M}}\right)}
は分極電荷密度と分極電流密度、および磁化電流密度である。

### 自由空間におけるマクスウェル方程式
自由空間においては分極が存在せず運動方程式が
{\displaystyle {\mathcal {D}}_{\nu }F^{\nu \mu }(x)=-{\frac {Z_{0}}{c}}J^{\mu }(x)}
となる。
平坦な時空において標準座標を用いた場合は共変微分が通常の偏微分に置き換えられて
{\displaystyle \partial _{\nu }F^{\nu \mu }(x)=-{\frac {Z_{0}}{c}}J^{\mu }(x)}
である。これとビアンキ恒等式を用いれば
{\displaystyle {\begin{aligned}\partial ^{2}F^{\mu \nu }&=\partial _{\rho }\partial ^{\rho }F^{\mu \nu }\\&=\partial _{\rho }[\partial ^{\mu }F^{\rho \nu }-\partial ^{\nu }F^{\rho \mu }]\\&=\partial ^{\mu }\partial _{\rho }F^{\rho \nu }-\partial ^{\nu }\partial _{\rho }F^{\rho \mu }\\&=-{\frac {Z_{0}}{c}}\left[\partial ^{\mu }J^{\nu }-\partial ^{\nu }J^{\mu }\right]\\\end{aligned}}}
が導かれる。これは電磁場強度に対する電磁波の波動方程式である。

### ポテンシャル表示
平坦な時空において電磁場強度 F の定義を用いると
{\displaystyle \partial _{\nu }F^{\nu \mu }(x)=\partial _{\nu }\partial ^{\nu }A^{\mu }-\partial ^{\mu }\partial _{\nu }A^{\nu }=-{\frac {Z_{0}}{c}}J^{\mu }(x)}
となる。
ローレンツ・ゲージ ∂μ Aμ = 0 の条件を課すと
{\displaystyle \partial ^{2}A^{\mu }=\partial _{\nu }\partial ^{\nu }A^{\mu }=-{\frac {Z_{0}}{c}}J^{\mu }(x)}
として4元ポテンシャルに対する電磁波の波動方程式が導かれる。
ローレンツ・ゲージはクーロン・ゲージなどと異なりローレンツ不変なゲージ条件である。

## ローレンツ力

運動している（電荷qの）荷電粒子に対するローレンツ力 f （瞬間速度 v)。E場およびB場は空間および時間で異なる。

電磁場と相互作用する古典的な荷電粒子系を考えると、電磁場と荷電粒子の相互作用項は
{\displaystyle {\begin{aligned}S_{\text{int}}[X,A]&=\sum _{i}q_{i}\int {\dot {X}}_{i}^{\mu }(\lambda )\,A_{\mu }(X_{i})\,d\lambda \\&=\int \sum _{i}q_{i}\left(\int {\dot {X}}_{i}^{\mu }(\lambda )\,\delta ^{4}(X_{i}(\lambda )-x)\,d\lambda \right)A_{\mu }(x)\,d^{4}x\\\end{aligned}}}
で与えられる。X に対する汎関数微分は
{\displaystyle {\begin{aligned}{\frac {\delta S_{\text{int}}[X,A]}{\delta X_{i}^{\mu }(\lambda )}}&={\frac {\partial L_{\text{int}}}{\partial X_{i}^{\mu }}}-{\frac {d}{d\lambda }}{\frac {\partial L_{\text{int}}}{\partial {\dot {X}}_{i}^{\mu }}}\\&=q_{i}{\dot {X}}_{i}^{\nu }(\lambda )\,\partial _{\mu }A_{\nu }(X_{i})-q_{i}{\frac {d}{d\lambda }}A_{\mu }(X_{i})\\&=q_{i}{\dot {X}}_{i}^{\nu }(\lambda )\,\partial _{\mu }A_{\nu }(X_{i})-q_{i}{\dot {X}}_{i}^{\nu }\partial _{\nu }A_{\mu }(X_{i})\\&=-q_{i}{\dot {X}}_{i}^{\nu }(\lambda )\,F_{\nu \mu }(X_{i})\\\end{aligned}}}
となる。
これと自由粒子の作用汎関数 SX から荷電粒子 X に対する運動方程式が
{\displaystyle {\frac {\delta S_{X}[X]}{\delta X_{i}^{\mu }(\lambda )}}+{\frac {\delta S_{\text{int}}[X,A]}{\delta X_{i}^{\mu }(\lambda )}}=-{\dot {p}}_{i\mu }(\lambda )-q_{i}{\dot {X}}_{i}^{\nu }(\lambda )\,F_{\nu \mu }(X_{i})=0}
{\displaystyle {\dot {p}}_{i\mu }(\lambda )=-q_{i}{\dot {X}}_{i}^{\nu }(\lambda )\,F_{\nu \mu }(X_{i})}
が得られる。
運動の媒介変数 λ として時刻 t を選べば、空間成分に対して
{\displaystyle {\frac {d{\boldsymbol {p}}}{dt}}=q_{i}{\boldsymbol {E}}({\boldsymbol {X}}_{i},t)+q{\frac {d{\boldsymbol {X}}_{i}}{dt}}\times {\boldsymbol {B}}({\boldsymbol {X}}_{i},t)}
となり、ローレンツ力を再現する。なお、時間成分は
{\displaystyle {\frac {dE}{dt}}=q_{i}{\frac {d{\boldsymbol {X}}_{i}}{dt}}\cdot {\boldsymbol {E}}({\boldsymbol {X}}_{i},t)}
であり、ローレンツ力（クーロン力）による仕事率を与える。

### 帯電連続体

運動中の連続電荷分布(charge density ρ)における空間体積fあたりのローレンツ力

空間部分がローレンツ力である電磁気による力の密度は、次で与えられる。
{\displaystyle f_{\alpha }=F_{\alpha \beta }J^{\beta }.\!}
そしてこれは電磁気応力 - エネルギーテンソルと次のような関係にある。
{\displaystyle f^{\alpha }=-{T^{\alpha \beta }}_{,\beta }\equiv -{\frac {\partial T^{\alpha \beta }}{\partial x^{\beta }}}.}

## 電磁場のエネルギーと運動量
電磁場の運動項で計量テンソル g を顕わに書けば
{\displaystyle {\mathcal {L}}_{A}(g,F)=-{\frac {1}{4Z_{0}}}g^{\mu \nu }g^{\rho \sigma }F_{\mu \rho }F_{\nu \sigma }}
となるので、電磁場の応力・エネルギー・運動量テンソルは
{\displaystyle T^{\mu \nu }(x)=2{\frac {\partial {\mathcal {L}}_{A}}{\partial g_{\mu \nu }}}+g^{\mu \nu }{\mathcal {L}}_{A}={\frac {1}{Z_{0}}}\left[F^{\mu \rho }F^{\nu }{}_{\rho }-{\frac {1}{4}}g^{\mu \nu }F^{\rho \sigma }F_{\rho \sigma }\right]}
で与えられる。
エネルギー・テンソルは対称テンソルであり、その成分は電磁場のエネルギー密度 u、エネルギーの流束密度であるポインティング・ベクトル S、およびマクスウェルの応力テンソル σ
{\displaystyle T^{\mu \nu }=(u,{\boldsymbol {S}}/c,{\boldsymbol {\sigma }})}
である。

## 保存則

### 電荷の保存
4元電流密度の発散を計算すれば
{\displaystyle {\mathcal {D}}_{\mu }J^{\mu }=J^{\mu }{}_{;\mu }=-cG^{\nu \mu }{}_{;\nu \mu }=0}
として、共変微分の可換性と電磁場テンソルの交代性からゼロとなり、電荷保存則が導かれる。

### 電磁場のエネルギーと運動量の保存
電磁場のエネルギー・運動量テンソルの発散を計算すれば
{\displaystyle {\mathcal {D}}_{\mu }T^{\mu }{}_{\nu }=T^{\mu }{}_{\nu ;\mu }={\frac {1}{Z_{0}}}\left[F^{\mu \rho }{}_{;\mu }F_{\nu \rho }+F^{\mu \rho }F_{\nu \rho ;\mu }-{\frac {1}{2}}F^{\rho \sigma }F_{\rho \sigma ;\nu }\right]={\frac {1}{Z_{0}}}J^{\rho }F_{\nu \rho }}
となり、電磁場テンソルと4元電流密度と関係付けられる。
これは電磁相互作用によるエネルギーと運動量の保存則を表す。